# Idaho Steelheads
Idaho Steelheads – amerykański klub hokeja na lodzie z siedzibą w Boise, Idaho, grający w lidze ECHL.
Klub jest zespołem farmerskim dla Dallas Stars w NHL oraz Texas Stars w AHL.

## Historia
Klub powstał w 1997 jako część cztero-klubowej ekspansji w WCHL. Oprócz Steelheads, w grupie także były Tacoma Sabercats, Phoenix Mustangs oraz Tucson Gila Monsters. Z tej grupy, dziś tylko Steelheads jeszcze istnieją.
Klub jest członkiem ECHL od 2003. W tym samym roku WCHL zakończyła działalność i Steelheads, razem z Alaska Aces, Bakersfield Condors, Fresno Falcons, Las Vegas Wranglers, Long Beach Ice Dogs oraz San Diego Gulls zostali przyjęci do ECHL w trybie natychmiastowym.
Z końcem sezonu 2017/18, Steelheads nigdy nie opuścili play-offs ani w WCHL ani w ECHL i dziś są właścicielami rekordu na nieprzerwaną liczbę występów w play-offs (21 lat).
Z uwagi na pandemię COVID-19 klub zawiesił występy w sezonie ECHL 2020/2021.

## Osiągnięcia
- Mistrzostwo dywizji: 2001, 2002, 2003, 2010, 2015
- Mistrzostwo konferencji: 2001, 2002, 2004, 2007, 2010
- Mistrzostwo w sezonie regularnym: 2003, 2010
- Kelly Cup: 2004, 2007